# Daniel Clowes
Daniel Gillespie Clowes (Chicago,14 april 1961) is een Amerikaans striptekenaar. Hij volgde kunstacademie aan het Pratt Institute (Brooklyn, New York) van 1979 tot 1983. Hij debuteerde in 1985 met een zesdelige stripreeks, Lloyd Llewellyn, uitgegeven bij Fantagraphics. 
Hij staat bekend om zijn persoonlijke stripreeksen rond het alledaagse leven van mensen. Zijn bekendste werk is Ghost World, dat in 2001 verfilmd werd als Ghost World door Terry Zwigoff. 
Hij heeft ook platenhoezen geïllustreerd, waaronder Everything Looks Better in the Dark (1987) door Frank French en Kevn Kinney, en het The Supersuckers album The Smoke of Hell (1992). Zijn tekeningen zijn ook te zien in de videoclip voor The Ramones' cover van Tom Waits' "I Don't Wanna Grow Up". 

## Publicaties

### Reeksen
- Lloyd Llewellyn
- Eightball
- Love and Rockets
- Madman
- Weirdo

### Losstaande albums
- David Boring
- De ideale man
- Dodelijk wapen
- Ghost World
- Ice Haven
- Like a velvet glove cast in iron
- Little Lit
- McSweeney's Quartly Concern
- Pussey!
- Wilson

- Bibsys: 2015090
- Biblioteca Nacional de España: XX1538835
- Bibliothèque nationale de France: cb13518664g (data)
- Catàleg d'autoritats de noms i títols de Catalunya: 981058513080106706
- Gemeinsame Normdatei: 119316587
- International Standard Name Identifier: 0000 0001 2142 1697
- Library of Congress Control Number: no95033553
- MusicBrainz: 52836d77-88ff-42bf-bf59-893389712221
- Bibliotheek van het Japanse parlement: 00850799
- Nationale Bibliotheek van Tsjechië: xx0036051
- Nationale Bibliotheek van Israël: 987007454063305171
- Nederlandse Thesaurus van Auteursnamen: 170566501
- RKD-Nederlands Instituut voor Kunstgeschiedenis: 240742
- Système universitaire de documentation: 050192191
- Union List of Artist Names: 500125647
- Virtual International Authority File: 85524209
- WorldCat: E39PBJdmpH8FtMdRYQvBRPcVmd